# لوستاد
لوستاد (به نروژی: Løvstad) یک روستا در کشور نروژ است که در شهر نیتدال واقع شده‌است. جمعیت این روستا بر اساس سرشماری سال ۲۰۰۵ برایر با ۱۵۴۰ نفر است.